# Watsonarctia irregularis
Watsonarctia irregularis är en fjärilsart som beskrevs av Charles Oberthür 1911. Watsonarctia irregularis ingår i släktet Watsonarctia och familjen björnspinnare. Inga underarter finns listade i Catalogue of Life.